# Frontier (bande dessinée)
Frontier est un roman graphique ou bande dessinée de science-fiction écrite et dessinée par Guillaume Singelin. Cet album a été publié en avril 2023 aux Éditions Rue de Sèvres, dans la collection Label 619. Il s'agit du deuxième album écrit et dessiné en solo par Singelin, après PTSD paru en 2019.

## L'histoire

### Résumé
L'histoire se situe dans un univers de science fiction « entre manga et hyper réalisme spatial ». Le récit suit le parcours de trois personnages qui cherchent à trouver leur place dans ce monde futuriste. Se déroulant sur un temps assez long, les aventures croisées de ces trois protagonistes permettent de visiter diverses planètes, astéroïdes et stations spatiales, en une « balade stellaire qui prend son temps », dépeignant un futur « pas très glorieux pour l'homme ».

### Personnages
- Ji-Soo Park, une scientifique dont la recherche porte sur les origines de l'univers (pionnière de l'archéologie spatiale[4]). Son esprit critique la met en posture difficile lorsqu'elle questionne les visées commerciales de son employeur[1].
- Alex, un ouvrier né dans l'espace (un «spatial») et travaillant sur la station Rock Breaker, un croiseur de classe C[5] qui exploite les minerais de la ceinture d'astéroïdes pour la corporation Energy Solution[1]. Il est idéaliste et fier de participer au progrès de l'humanité.
- Camina, une femme mercenaire qui remet en question son métier à la suite d'une mission qui a dérapé, et qui l'a laissée amputée d'un bras[1].

### Lieux visités

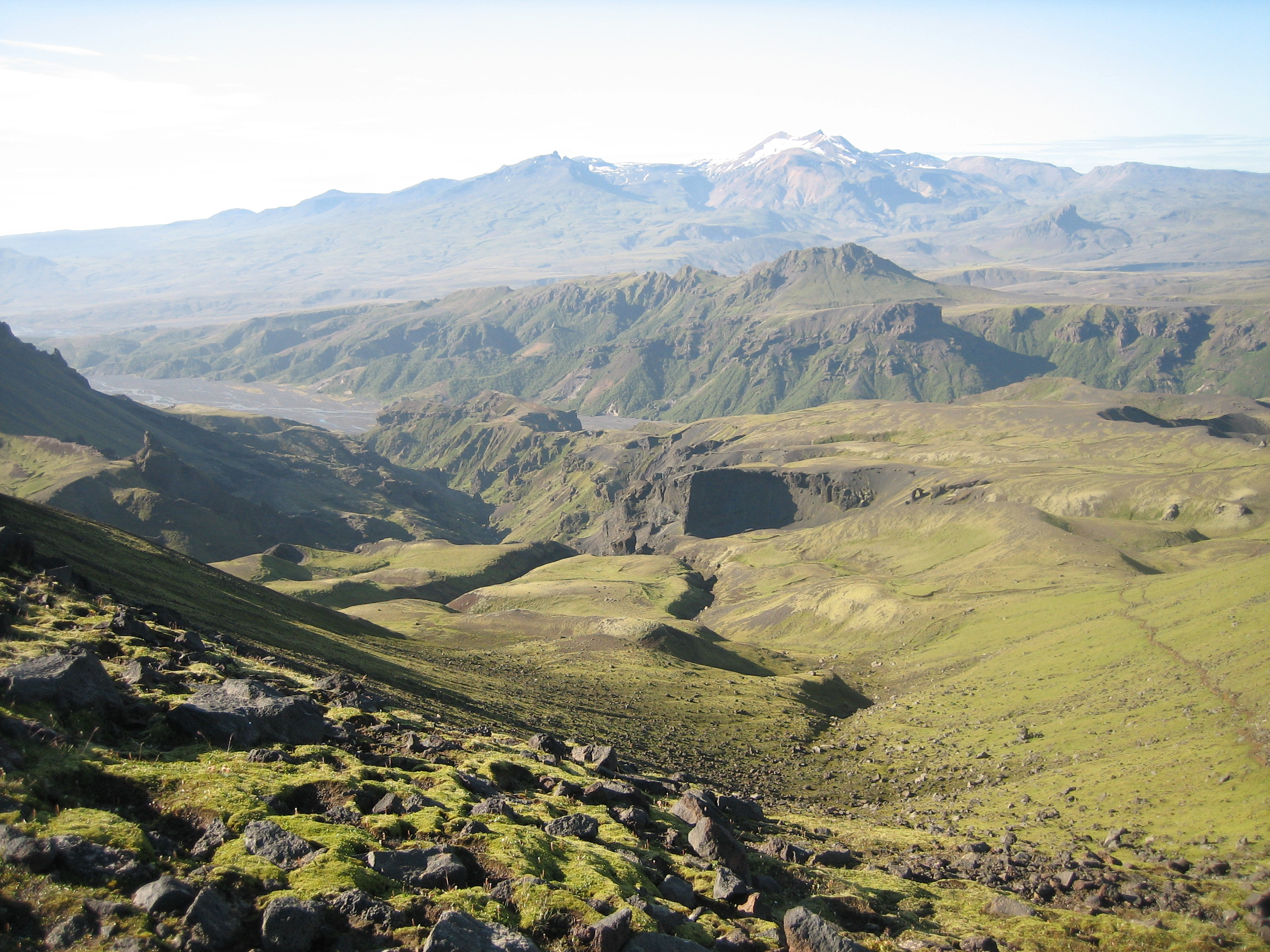
Vue du massif de Thórsmörk, scène d'ouverture de l'album.

L'histoire débute sur la Terre, dans un centre de recherche situé à Thórsmörk (un massif montagneux du sud de l'Islande). C'est ici que Ji-Soo travaille depuis plusieurs années à la création de la sonde Indy, visant "l'étude de l'histoire de l'espace",. Le deuxième lieu du récit est une mine de lithium dans le Désert d'Atacama, où Ji-Soo se trouve mutée après s'être fâché avec son nouvel employeur Energy Solution.
L'histoire se déroule ensuite dans l'espace, à bord du Cassini, un navire de cartographie dans l'orbite de Tellus, puis à bord du Rock Breaker, un vaisseau opérant dans la ceinture d'astéroïdes.
Dans cet univers, plusieurs astéroïdes ont été colonisés et terraformés. Au cours du récit, on découvre les astéroïdes Junon, et surtout Minerve, "doté de magnifiques paysages naturels".

## Création de l'œuvre
Guillaume Singelin débute les premiers croquis pour un album de science-fiction dès 2013, alors qu'il travaille sur la production de The Grocery. Dans les dernières pages de l'album, plusieurs pages de croquis retracent l'évolution du projet de 2013 à 2020, où "un premier jet de l'histoire" est posé. À partir de là, la réalisation de l'album prend deux ans.

## Parution et traductions

### Parution en album
L'édition originale de l'album sort le 12 avril 2023. L'album a un format de 229 x 322 mm, légèrement plus grand que les bande-dessinées classiques, et une pagination de 202 pages.

### Traductions
L'album est traduit dans plusieurs langues étrangères. En 2024 sortent des traductions de Frontier en anglais, chez l'éditeur américain Magnetic Press, et en espagnol, chez l'éditeur Grafito Editorial. Pour la production de l'édition en anglais, une campagne de financement participatif est menée sur Kickstarter en novembre 2023,. En 2024 également, une traduction en polonais est publiée chez Nagle Comics. La traduction en allemand est publiée en avril 2025 par Splitter Verlag.

## Reconnaissance
Frontier reçoit un accueil critique très favorable,,. Pour Arthur Bayon dans Le Figaro, c'est "une réussite éclatante", pour Jérôme Lachasse dans BFMTV, "l'un des albums les plus incontournables de l'année".
Frontier est récompensé par le Prix Landerneau BD,, le Prix Coup de Cœur du festival Quai des Bulles 2023 et par le Prix éco-Fauve Raja du Festival d'Angoulème.